# Nicole Grether
Nicole Grether (Schopfheim, 17 de octubre de 1974) es una deportista alemana que compitió en bádminton, en la modalidad de dobles.
Ganó tres medallas en el Campeonato Europeo de Bádminton entre los años 2002 y 2006.

## Palmarés internacional
| Campeonato Europeo | Campeonato Europeo       | Campeonato Europeo | Campeonato Europeo |
| Año                | Lugar                    | Medalla            | Prueba             |
| ------------------ | ------------------------ | ------------------ | ------------------ |
| 2002               | Malmö (Suecia)           | Medalla de bronce  | Dobles             |
| 2004               | Ginebra (Suiza)          | Medalla de bronce  | Dobles             |
| 2006               | Den Bosch (Países Bajos) | Medalla de plata   | Dobles             |